# Òxid de vanadi(V)
L' òxid de vanadi(V) (vanadia) és el compost inorgànic amb la fórmula química V₂O₅. Comunament és conegut com a pentaòxid de vanadi, es tracta d'un sòlid de color marró groguenc, encara que tot seguit de ser precipitat d'una solució aquosa, el seu color és taronja fosc. Degut al seu alt estat d'oxidació, és a la vegada un òxid amfotèric i un agent oxidant. Des del punt de vista industrial, és el compost de vanadi més important i és molt usat com catalitzador.
La forma mineral d'aquest compost, la shcherbinaita, és extremadament rara, gairebé sempre es troba a les fumaroles. Un hidrat mineral, V₂O₅·3H₂O, es coneix sota el nom de navajoïta.

## Preparació

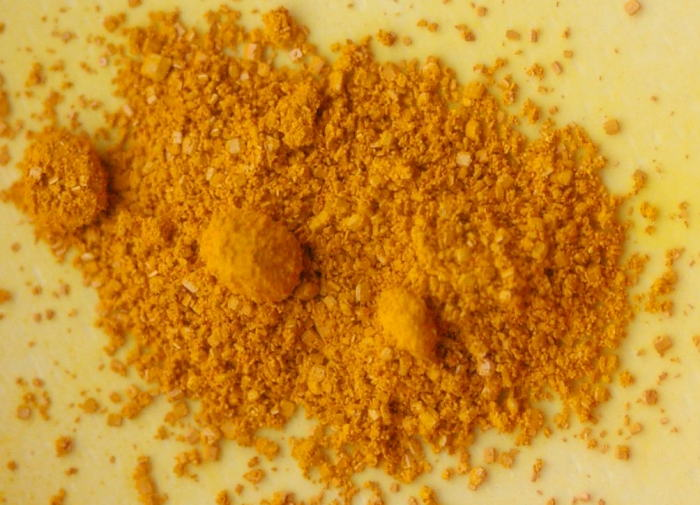
V₂O₅

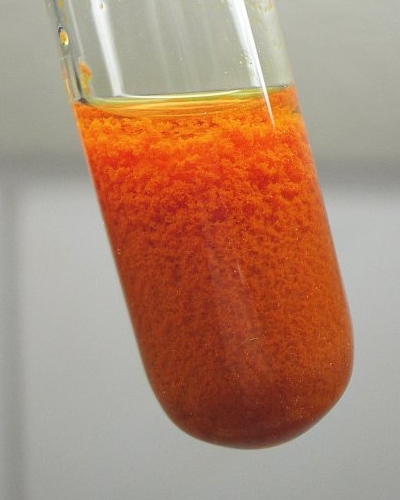
Precipitat V₂O₅

Es produeix aquest compost de vanadi quan el vanadi metall s'escalfa amb un excés d'oxigen, però en el laboratori es produeix amb més puresa mitjançant la descomposició de metavanadat d'amoni al voltant de 200 °C:
2 NH₄VO₃ → V₂O₅ + 2 NH₃ + H₂O

## Usos
En termes de quantitat l'òxid de vanadi(V) serveix principalment per a produir ferrovanadi i àcid sulfúric:
2 SO₂ + O₂  2 SO₃